# Claus Günther

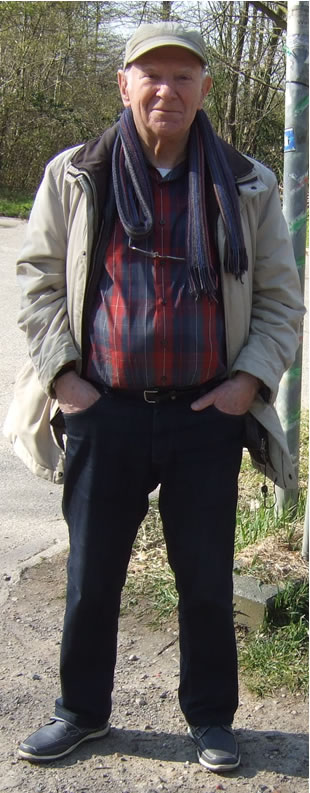
Claus Günther (2020)

Claus Günther (* 5. April 1931 in Hamburg-Harburg; † 19. März 2025 in Hamburg) war ein Hamburger Autor und Zeitzeugen-Aktivist.

## Leben
Claus Günther wurde 1931 in Hamburg-Harburg geboren und wuchs während der NS-Diktatur auf. Prägende Ereignisse während der Kriegs- und Nachkriegszeit waren für ihn die Pogromnacht 1938, seine Erlebnisse in der Hitlerjugend, die Vertreibung einer jüdischen Nachbarsfamilie, Erinnerungen an ein Sinti-Lager, die Kinderlandverschickung nach Tschechien von Mai 1944 bis August 1945, sein währenddessen ausgebombtes Zuhause, Hunger, Kälte und Armut.
Nach dem Krieg hatte Günther die Absicht Journalist zu werden, ein Volontariat wurde ihm jedoch 1950 wegen seines fehlenden Abiturs verwehrt. So arbeitete er zunächst als Industriekaufmann im grafischen Gewerbe, in der Werbeabteilung des stern, dann als Medienkaufmann bei G+J, später als Solo-Texter in einer Werbeagentur und wurde schließlich Korrektor und Teamleiter Text beim Otto-Versand. Dort verfasste er bereits Interviews, Glossen und satirische Texte. Nach seinem Renteneintritt 1992 kamen spirituelle Gedichte, Beiträge in Anthologien und erste Lesungen hinzu. Mit 70 Jahren erlernte er die plattdeutsche Sprache und publizierte mehrere Bücher darin.
Claus Günther engagiert sich seit 1997 ehrenamtlich in der Hamburger Zeitzeugenbörse und leistet antifaschistische, aufklärerische Arbeit. Er besucht solo oder mit Kollegen Schulen. Dabei stellt er sich den Fragen der Heranwachsenden, nimmt an Fernseh-Talkrunden teil und verfasst Artikel in den Publikationen der Zeitzeugenbörse. Im Wettbewerb „Aktiv für Demokratie und Toleranz 2021“ wurde sein eingereichtes Projekt Erinnerungsarbeit vom Bündnis für Demokratie und Toleranz am 8. November 2021 als vorbildlich eingestuft und mit einem Preis ausgezeichnet.
Seit 2003 tritt Günther regelmäßig als Hamburgs ältester Poetry Slammer auf und fasst seine Erlebnisse und Beobachtungen aus der Zeit des Nationalsozialismus vor Publikum in Worte. Er zählt zu den wenigen Zeitzeugen, die auch die Taten in der eigenen Familie nicht verschweigen. 2016 erschien sein dokumentarischer Roman Heile, heile Hitler. Szenen einer Kindheit über seine Erlebnisse von 1931 bis 1947. Der Roman wurde vom Hamburgischen Bürger- und Ausbildungskanal TIDE auch komplett als Hörbuch produziert, gelesen vom Autor, und ist seit Februar 2022 kostenlos im Netz abrufbar.
2020 wurde unter der Rubrik Young meets Old ein Podcast mit Claus Günther und 13 Schülern aus Hamburg über die Erinnerung an eine Kindheit in der Nazi-Zeit produziert. Initiiert von der Hamburger Landeszentrale für Politische Bildung stand das Projekt unter der Leitung von Jens Hüttmann und wurde über den Hamburgischen Bürger- und Ausbildungskanal TIDE  veröffentlicht.
2021 wurde Claus Günther zum Tag des Gedenkens an die Opfer des Nationalsozialismus vom Bayerischen Rundfunk für die Reihe Zeugen der Zeit porträtiert.
Am 1. Dezember 2023 erhielt er im Hamburger Rathaus das Bundesverdienstkreuz für seine Zeitzeugenarbeit. 2024 erhielt er den Preis des Bezirks Hamburg-Mitte für sein ehrenamtliches Lebenswerk.
Claus Günther starb am 19. März 2025 im Alter von 93 Jahren nach kurzer Krankheit in seiner Heimatstadt Hamburg.

## Werke
- Limericks Plattdüütsch (160 plattdeutsche Limericks), Quickborn-Verlag, Hamburg 2005, ISBN 3-87651-291-3.
- Sternteeken [Sternzeichen] op Platt, Quickborn-Verlag, Hamburg 2007, ISBN 978-3-87651-326-3.
- Utgrenzt In: Vertell doch mal! – In de School. Norddeutscher Rundfunk (Hrsg.), Wachholtz-Verlag, Neumünster 2008, ISBN 978-3-529-04862-3, S. 29–32.
- „Prolet!“, zischte das Erdbeertörtchen: Satiren, Liederliches, Seitenhiebe. Pauerstoff-Verlag, Hamburg 2009, ISBN 978-3-9812975-2-2.
- Kole Feut In Vertell doch mal! – Töven. Norddeutscher Rundfunk (Hrsg.), Wachholtz-Verlag, Neumünster 2013, ISBN 978-3-529-04867-8, S. 43–46.
- Heile, heile Hitler: Szenen einer Kindheit. Verlag Marless, 2016, ISBN 978-3-9817194-9-9.